# Hôtel de la Monnaie
Hôtel de la Monnaie, též Hôtel des Monnaies (mincovna) je budova z 18. století v Paříži na nábřeží Quai de Conti v 6. obvodu. Jejím autorem je architekt Jacques Denis Antoine (1733–1801). Sídlí v ní Pařížská mincovna a Musée de la Monnaie de Paris.

## Historie
Od 14. století sídlila Pařížská mincovna v domech v ulici Rue de la Monnaie. Tyto budovy během staletí značně zchátraly a nebylo možné je přestavět na stejném místě bez ovlivnění produkce. Proto bylo v 18. století rozhodnuto postavit novou budovu na jiném místě a volba padla na nové náměstí Ludvíka XV. (dnešní Place de la Concorde).
V roce 1765 byl vybrán architekt Jacques Denis Antoine a byly zahájeny stavební práce. Již v roce 1767 byla výstavba zastavena, protože místo bylo považováno za příliš vzdálené od obchodní čtvrti. Plány byly upraveny a projekt byl přesunut na nábřeží Seiny na místo vedle bývalého paláce Hôtel de Conti, který zakoupilo město Paříž pro novou radnici. Základní kámen byl položen 30. dubna 1771. Fasáda směrem na nábřeží byla dokončena v roce 1773 a zbývající stavební práce stejně jako většina výzdoby v roce 1775.

## Architektura
Stavba se skládá ze dvou částí. Budova podél nábřeží Quai de Conti se používá pro kanceláře a služební byty. Za ní jsou budovy s dílnami, uskupené kolem několika nádvoří podél ulice Rue Guénégaud.
Portál na nábřeží umožňuje přístup do vestibulu rozděleného dórskými sloupy do pěti lodí. Vpravo je schodiště vedoucí do salonů v piano nobile. Hlavní sál, kde do roku 1983 sídlilo muzeum (nyní se nachází v bývalé dílně, kde probíhala ražba) má čtvercový tvar a je zdobený korintskými sloupy. Vestibul vede k ústřednímu nádvoří, původně plánované jako kruhové, postavené však do tvaru podkovy. Na konci se nacházejí dílny. Výrobna je izolována od zbývajících budov čtyřmi nádvořími, aby nedocházelo k přenosům vibrací při výrobě na okolní budovy. Pouze tato část zůstala v podstatě v původním stavu i se svými slunečními hodinami ve tvaru obelisku. V jižní části pozemku se nachází bývalý malý palác Hôtel de Conti, který architekt Antoine pečlivě přestavěl.
Bronzové ornamenty vytvořil sochař Jean Denis Antoine (1735–1802), architektův bratr. Sochy jsou dílem sochařů např. Jean-Jacques Caffieri, Jacques-Philippe Dumont aj. Atika je zdobená alegorickými sochami, které představují Moudrost, Hojnost, Spravedlnost, Mír a Obchod. Budova na konci nádvoří je zakončena frontonem, který nese sochy Zkušenosti a Ostražitosti. V sále vah (salle des balanciers) je nika s další postavou Hojnosti, fasáda na ulici Rue Guénégaud je zdobena alegoriemi Živlů.